# Archives du Nord
Archives du Nord est un livre de mémoires autobiographiques de Marguerite Yourcenar paru en 1977 aux éditions Gallimard. C'est le deuxième tome de la trilogie Le Labyrinthe du monde, faisant suite à Souvenirs pieux (1974) et précédant Quoi ? L'Éternité (1988).

## Résumé
Marguerite Yourcenar décrit la vie de ses aïeux du côté paternel, les Cleenewerck de Crayencour, et, d'une manière plus générale, l'histoire de la ville de Bailleul et de la Flandre française. Elle parvient à donner une portée universelle à cette famille de la haute bourgeoisie du Nord.